# Daniel Le Couédic
Daniel Le Couédic né le 23 novembre 1948 à Paris est architecte DPLG et docteur d’État en histoire contemporaine. Il est spécialisé dans l'architecture en Bretagne.

## Biographie
Ses parents originaires de Rostrenen et Saint-Gilles-Vieux-Marché s'étant fixés à Paris dès avant-guerre, il  y naît en 1948. Après des études en architecture, il intègre l'université de Bretagne-occidentale en 1977 où il crée et dirige par la suite l'Institut de géoarchitecture. Il aura de surcroît durant dix ans un exercice libéral d'architecte.
Docteur d'État en histoire contemporaine, il est l'auteur de publications de références sur l'architecture et l'urbanisme en Bretagne. Il a été expert aux ministères de l'Équipement et de la Culture et a collaboré avec l'Institut Français d'Architecture, le Comité d'histoire du ministère de la Culture et diverses institutions culturelles.
Professeur des universités, il a été successivement directeur de l’Institut de Géoarchitecture, puis du laboratoire de recherche « Conception, aménagement et gestion du cadre bâti et de l’environnement » (EA 2219). Il a été chargé de mission au PIR-CNRS « Villes » de 1994 à 1998 ; il a présidé la section « Europe » de l’Association pour la Promotion de l’Enseignement et de la Recherche en Aménagement et en Urbanisme (APERAU) de 2004 à 2007, puis la section « Aménagement de l’espace, Urbanisme » du Conseil National des Universités de 2007 à 2011. Ses recherches se déploient dans trois registres principaux : les théories et les doctrines de l’architecture et de l’urbanisme ; l’histoire et l’actualité des professions afférentes ; les ambitions identitaires portées par l’aménagement et le paysage. Il a publié de nombreux articles et divers ouvrages de référence dont La maison ou l’identité galvaudée, Prix national du livre d’Architecture en 2004. Derniers ouvrages parus : Architectures en Bretagne au XXᵉ siècle, cosigné avec Philippe Bonnetet un recueil d'articles rassemblés par le Centre de recherche bretonne et celtique sous le titre Construire un pays. Avec le soutien du Comité d'histoire du ministère de la Culture, il se consacre actuellement à l'histoire de l'enseignement de l'architecture au XXᵉ siècle. Il a également pratiqué la maîtrise d'œuvre de 1976 à 1985 et, au sein de l'Institut de Géoarchitecture, a pris part à de nombreuses études préalables à des opérations d'urbanisme brestoises et lorientaises. Il est désormais professeur émérite et architecte honoraire.

## Publications
- Le Couédic Daniel, Trochet Jean-René, L'architecture rurale française - La Bretagne : corpus des genres, des types et des variantes, Paris, Berger-Levrault, 1984, 242 pages.
- Le Couédic Daniel, 1918-1945, Régionalisme et modernité, Liège (Belgique), Mardaga, 1986, [Direction de l'ouvrage et auteur de six chapitres].
- Le Couédic Daniel, Michel Velly - Le noir et le blanc, Paris, Pandora et Institut Français d'Architecture, 1991.
- Guerrand Roger-Henri, Le Couédic Daniel, Goutal Alain, Annezadenn — Chronique de l’habitat populaire en Bretagne, Rennes, AROH, 1994.
- Le Couédic Daniel, Roger Le Flanchec (1915-1986) : Le gentleman insoumis, Paris, Institut Français d'Architecture, 1994.
- Le Couédic Daniel, Les architectes et l'idée bretonne, 1904-1945 : Du renouveau des arts à la renaissance d'une identité, Rennes, SHAB-AMAB, 1995, 912 pages.
- Le Couédic Daniel, Le résistible arrachement au passé, Québec (Canada), Nota Bene, 1999, 101 pages.
- Le Couédic Daniel, Veillard Jean-Yves, Ar Seiz Breur, 1923-1947 : La création bretonne entre tradition et modernité, Rennes, Musée de Bretagne et Terre de Brume, 2000, 272 pages.
- Le Couédic Daniel, La maison ou l’identité galvaudée, Rennes, PUR, 2004, 212 pages.
- Le Couédic Daniel, Simon Jean-François, Construire dans la diversité : architecture, contextes et identités, Rennes, PUR, 2005, 219 pages.
- Le Couédic Daniel, James Bouillé : L’architecture au service d’une cause, Saint-Brieuc, Archives départementales des Côtes d’Armor, 2006, 160 pages.
- Le Couédic Daniel, Popescu Carmen, Sattolo Rachel ; Art public et projet urbain, Rennes, PUR, 2008, 173 pages.
- Le Couédic Daniel, Bonnet Philippe, Architectures en Bretagne au XXᵉ siècle, Quimper, Palantines, 2012, 396 pages.
- Le Couédic Daniel, Meslem Angelina, L'arsenal de Brest: La mémoire enfouie, 1860-1914, Paris, Musée national de la Marine & Filigranes Éditions, 2013, 112 pages.
- Le Couédic Daniel, Construire un pays, Brest, Éditions du CRBC, 2020, 396 pages.
- Le Couédic Daniel, Texier Simon, La saga Lesage : 3 architectes, le métier et la cause, Châteaulin, Locus Solus, 2021, 272 pages.

• Le Couédic Daniel, Sauvage André, L'École d'architecture de Bretagne : un siècle de fabrique des architectes, Châteaulin, Locus Solus, 2022,  256 pages
• Le Couédic Daniel, Châtelet Anne-Marie, Dumont Marie-Jeanne, Diener Amandine, (sous la direction de), L'architecture en ses écoles : une  encyclopédie, Châteaulin, Locus Solus, 2022, 704 pages.
• Le Couédic Daniel, Guillouët Christophe, Violeau Jean-Louis, Bernard Guillouët, une vie d'architecture, Châteaulin, Locus Solus, 2023.
• Le Couédic Daniel, Diener Amandine, Roland Schweitzer : modernité et longue durée, Paris, Éditions du Patrimoine, 2024.